# Aktiekapital
Aktiekapital är en del av aktiebolagens bundna egna kapital. I Sverige finns det krav på att alla aktiebolag måste ha minst 25.000 kr i tecknat aktiekapital (kravet är minst 500.000 kr i publika aktiebolag). Aktiekapitalet kan liksom övrigt bundet kapital inte delas ut till aktieägarna. Det är i regel ett aktiebolags ägare som skall tillföra bolaget dess aktiekapital, antingen mot aktier i bolaget (nyemission eller helt vederlagsfritt aktieägartillskott). Ökning av aktiekapitalet kan också åstadkommas genom fondemission. Vad det tecknade aktiekapitalet uppgår till i varje aktiebolag framgår av bolagets registreringsbevis. Registreringsmyndighet är Bolagsverket. Aktiekapitalet utgörs inte av någon specifik samling av pengar på ett bankkonto eller i ett kassaskåp. Det är snarare en beteckning för en viss förmögenhetsmassa utgörandes av en rad olika typer av tillgångar, och fungerar som en buffert för aktiebolaget i svåra tider. Det är i själva verket ägarnas tillförsel av aktiekapital som gör att de tillåts driva aktiebolaget utan något personligt ansvar.
Ett tillfört aktiekapital behöver alltså inte motsvaras av pengar, utan kan även tillföras i form av någon annan tillgång, exempelvis en maskin eller rättighet. Om den tillförda tillgången inte är pengar kallas det för apportegendom. Värdet ska i sådana fall intygas av såväl styrelsen som bolagets revisor.
En akties kvotvärde är aktiekapitalet dividerat med antalet aktier. 
Om bokfört eget kapital i bolaget understiger hälften av bolagets registrerade aktiekapital ska bolaget tvångslikvideras. Styrelsen måste alternativt vidta vissa åtgärder, bland annat upprätta och låta revisor granska en kontrollbalansräkning för att driva bolaget vidare. Syftet med bestämmelsernaär att sätta press på styrelsen att ta i tu med kapitalbristen. Efterlevs inte likvidationsreglerna kan ett personligt betalningsansvar inträda för aktiebolagets styrelseledamöter. Även aktiebolagets ägare och vissa andra kan drabbas av ett sådant personligt betalningsansvar om de deltar i ett beslut att fortsätta bolagets verksamhet med vetskap att bolaget är skyldigt att gå i likvidation i enlighet med reglerna i aktiebolagslagen (2005:551).